# Dictionnaire de l'Académie française
Pour les articles homonymes, voir DAF.
Le Dictionnaire de l’Académie française, parfois abrégé DAF, est un dictionnaire dont la rédaction constitue l’une des missions de l’Académie française. Depuis la première édition publiée en 1694, l'Académie en a publié neuf, dont la dernière est parue en novembre 2024. Par cet ouvrage l'Académie entend être garante du « bon usage », et s'imposer en tant qu'autorité normative de la langue française.
D'abord élaboré collégialement jusqu'en 1805, sa rédaction est ensuite confiée à la Commission du Dictionnaire, dirigée par le secrétaire perpétuel, qui compte un nombre restreint d'académiciens. Depuis 1973 le travail de la Commission prend pour base celui du Service du Dictionnaire qui compte des collaborateurs inconnus extérieurs à l'Académie.
Bien que l'ouvrage jouisse du prestige de l'Académie, il fait toutefois l'objet de nombreuses critiques. Sont notamment pointées du doigt la lenteur de son élaboration peu compatible avec l'évolution rapide de la langue, sa volonté normative incompatible avec la description de l'usage, et l'absence de légitimité de ses rédacteurs, l'Académie ne comptant parmi ses membres aucun linguiste ni lexicographe.

## Élaboration

### Une mission statutaire
Comme le précise l'article XXVI des statuts de l'Académie, elle se doit de travailler à composer : « un dictionnaire, une grammaire, une rhétorique et une poétique ». Parmi ces quatre projets, seul le dictionnaire fait l'objet d'un travail régulier depuis le XVIIe siècle.
Suivant ce même article, une Grammaire de l'Académie française a connu deux éditions en 1932 et 1933. Si elle a été un immense succès de librairie, elle a fait l'objet de vives critiques, notamment de la part du linguiste Ferdinand Brunot, et n'a pas donné lieux à d'autres travaux. Dans son élocution sur la grammaire de l'Académie, Abel Hermant précise : « [L'Académie] semble avoir renoncé à la Rhétorique et à la Poétique, qui ne sont plus au goût de notre temps : c’est une petite hardiesse que personne, j’imagine, ne lui reprochera ». Enfin, il faut aussi mentionner que l'Académie a publié le premier Dictionnaire historique de la langue française, paru en quatre tomes de 1865 à 1894. Projet ambitieux et novateur pour l'époque, une méthode de travail trop lourde n'a pas permis à l'ouvrage d'aller au-delà de la lettre A.

### La norme et «le bon usage»
La posture de l'Académie dans la production de son dictionnaire est clairement normative. Ses statuts précisent que sa fonction est de « donner des règles certaines à notre langue » (article XXIV). Cette position est encore prônée de nos jours, comme en témoigne la préface de la neuvième édition, mais aussi la rubrique « Dire, Ne pas dire » sur son site web,.
Cette posture se double par la volonté d'être garant, non seulement de l'usage, mais du « bon usage ». Ainsi, dans la préface du premier tome de la neuvième édition, Maurice Druon rappelle que « Le Dictionnaire de l’Académie est celui de l’usage, simplement et suprêmement, le dictionnaire du bon usage, qui par là sert, ou devrait servir, de référence à tous les autres. ».

### Rédaction
Depuis 1805, l'élaboration du DAF est confiée à la Commission du Dictionnaire. Elle est présidée par le Secrétaire perpétuel. Actuellement, les membres de la Commission sont Amin Maalouf (Secrétaire perpétuel), Frédéric Vitoux, Dominique Fernandez, Jean-Luc Marion, Danièle Sallenave, Michael Edwards, Dany Laferrière, Barbara Cassin, Michel Zink et Pascal Ory,,.
Depuis 1973 la Commission du Dictionnaire est assistée par le Service du Dictionnaire qui compte des collaborateurs extérieurs dont l'identité n'est pas connue. Christophe Benzitoune, membre du collectif des linguistes atterrées, précise qu'il s'agit de professeurs agrégés de lettres modernes détachés par le ministère de l'éducation national.

### Évolution de la forme
L'élaboration de la première édition s'étale sur le XVIIe siècle, époque à laquelle la langue française est encore en train de se fixer dans sa forme. Il faut aussi prendre en compte que le genre du dictionnaire monolingue définitionnel, inauguré en 1611 par le Tesoro de la lengua castellana o española de Covarrubias, est encore récent. La forme du DAF a donc évolué au fil de ses différentes éditions.
Dans sa première édition, les mots ne sont pas classés par ordre alphabétique mais regroupé par famille. Par exemple la section GER contient le mot « G[É]RER » sous lequel sont listés et définit Gestion, Gérondif, Digérer, Indigeste et Suggestion (entre autres). Le classement strictement alphabétique sera adopté dans les éditions ultérieures.
Concernant le nombre de mots contenu dans les éditions successives, il était de 32 000 dans la 8e édition, de 53 000 dans la 9e. À titre de comparaison, le Petit Larousse et le Petit Robert en comptent 60 000, le Grand Robert 100 000, et le Wiktionnaire 400 000.

## Critiques
« On résumerait l'histoire des éditions successives en disant que l'Académie a toujours suivi avec retard les évolutions du lexique et les changements orthographiques. »

— Tristan Hordé, Dictionnaire historique de la langue française
Le dictionnaire de l'Académie française – comme les autres publications de la Compagnie, telle son dictionnaire historique (1865-1894) (le premier du genre), ou sa grammaire (1932-1933) – a fait l'objet de nombreuses critiques.

### L'Académie: une autorité incompétente?
« Aucun académicien n’est lexicologue, grammairien ou même linguiste. L’Académie française est un club d’écrivains sans compétence professionnelle en linguistique française. »

— Jean-Benoît Nadeau
La légitimité de l'Académie dans ses travaux lexicographiques est remise en cause : elle ne compte parmi ses membres aucun linguiste ni lexicographe. Ainsi, le collectif des linguistes atterrées mettent en cause l'utilité et la pertinence du travail mené par les académiciens en « [exigeant] de l’Académie qu’elle tourne la page de la lexicographie, à moins d’une réinvention totale de son principe ».

### «Bon usage» et élitisme
« La principale fonction de l’Académie sera de travailler avec tout le soin et toute la diligence possibles à donner des règles certaines à notre langue et à la rendre pure, éloquente et capable de traiter les arts et les sciences. »

Le DAF a pour but, moins de décrire l'usage effectif de la langue, que de prescrire ce qu'elle juge être le bon usage. Cette posture exclut certains champs lexicaux : les mots rares sortis d'usage ; les régionalismes ; le vocabulaire technique,.
À propos de la première édition du DAF, Tristan Hordé précise qu'elle « n'accueille que les termes spécialisés relatifs à l'art militaire, à la chasse, à l'équitation et à l'escrime, etc., parce que ces techniques anciennes sont propres au public de la Cour. L'usage ainsi décrit répond à la définition donnée auparavant par Vaugelas dans son recueil de Remarques sur la langue française (1647) : Modèle:C'est la façon de parler de la plus saine partie de la Cour, conformément à la façon d'écrire de la plus saine partie des auteurs.. Le souci du « bon usage » conduit les académiciens à proscrire de cette édition l'usage de citations d'écrivains des siècles précédents pour illustrer les exemples. Au lieu de cela, des exemples sont « forgés », c'est-à-dire inventés par les auteurs, pour l'occasion.

### 9eéditionen ligne
La publication de la neuvième édition a notamment fait réagir le collectif des linguistes atterrées qui a publié plusieurs tribunes dans la presse. Il met en avant son inactualité, mais aussi certaines entrées jugées sexistes, racistes ou homophobes : « Si certaines définitions peuvent faire sourire, d’autres posent des problèmes plus graves : jaune est défini comme « personne à la peau jaune par opposition à noir ou blanc », […] et négroïde est « caractéristique des noirs ». La connotation péjorative ou injurieuse n’est pas indiquée. Un hétérosexuel a des relations sexuelles « naturelles », précision absente de la définition de l’homosexualité. ». Ces définitions ont également fait réagir la ligue des droits de l'homme qui a appelé l'Académie à « rectifier d'urgence » ses définitions.
Si les définitions problématiques restent dans l'édition papier du dictionnaires, l'édition en ligne, consultable sur le site de l'Académie, est quant à elle corrigée au gré des polémiques, et de façon non transparente. Par exemple, le mot Mariage était défini comme « l'union légitime d'un homme et d'une femme » jusqu'en avril 2024, avant d'être corrigé en « union légitime de deux personnes ». Ainsi, les linguistes atterrées questionnent l’utilité même de l'édition papier : « Quel intérêt y aurait-t-il dès lors à rassembler chez soi ces quatre volumes hétéroclites qui ne correspondent pas à la version en ligne ? ».

## Éditions

### 1reédition: 1694
Première édition : Le Dictionnaire de l'Académie françoise dedié au Roy, Paris, 1694, 2 vol. (BNF 38778778)
Numérisations : tome 1 (A-L) lire en ligne sur Gallica ; tome 2 (M-Z) lire en ligne sur Gallica.

#### Éditions préliminaires et contrefaites
Les premières éditions du DAF ont été imprimées en 1687. La toute première est imprimée par Pierre Le Petit et est tirée à 500 exemplaires. Une édition de contrefaçon est publiée la même année en Allemagne à Francfort-sur-le-Main par Reinier Leers (de). Cette première édition contenant trop d’erreurs, elle sera mise au pilon. À la suite d'une révision, une nouvelle édition est imprimée en 1692. Également sujette à de nombreuses fautes, elle est retirée du commerce, puis détruite en 1714.
- Les premières feuilles du dictionnaire de l'Académie française imprimées par feu M. Le Petit, Paris, Le Petit, 1687, 500 exemplaires, (BNF 39326695). (De A à Nouveau, ou Nouvel, Nouvelle.)
- [contrefaçon] Le grand dictionnaire de l'Academie françoise. Premiere partie. Suivant la copie imprimée à Paris chez Petit, libraire de l'Academie françoise, Francfort-sur-le-Main, 1687, (BNF 39326696), lire en ligne sur Gallica. (De A à Confiture.)
- Le Dictionnaire de l'Académie françoise, 1692. (De A à Neuf.)

Après la publication de la première édition du DAF en 1694, quatre autres contrefaçons seront imprimées, à Paris et en Hollande, en 1695 et 1696.

### 2eédition: 1718
Deuxième édition : Nouveau Dictionnaire de l'Académie françoise dedié au Roy, Paris, 1718. (BNF 45757165)
Numérisations : tome 1 (A-L) lire en ligne sur Gallica ; tome 2 (M-Z) lire en ligne sur Gallica.

### 3eédition: 1740
Troixième édition : Le Dictionnaire de l'Académie françoise, Paris, 1740. (BNF 39326698)
Numérisations : tome 1 (A-K) lire en ligne sur Gallica tome 2 (L-Z) lire en ligne sur Gallica.

### 4eédition: 1762
Quatrième édition : Le Dictionnaire de l'Académie françoise, Paris, 1762. (BNF 33347070)
Numérisations : tome 1 (A-K) lire en ligne sur Gallica tome 2 (L-Z) lire en ligne sur Gallica.

### 5eédition: 1798
Cinquième édition : Le Dictionnaire de l'Académie françoise, Paris, 1798.(BNF 31349428)
Numérisations : tome 1 (A-K) lire en ligne sur Gallica tome 2 (L-Z) lire en ligne sur Gallica.

### 6eédition: 1835

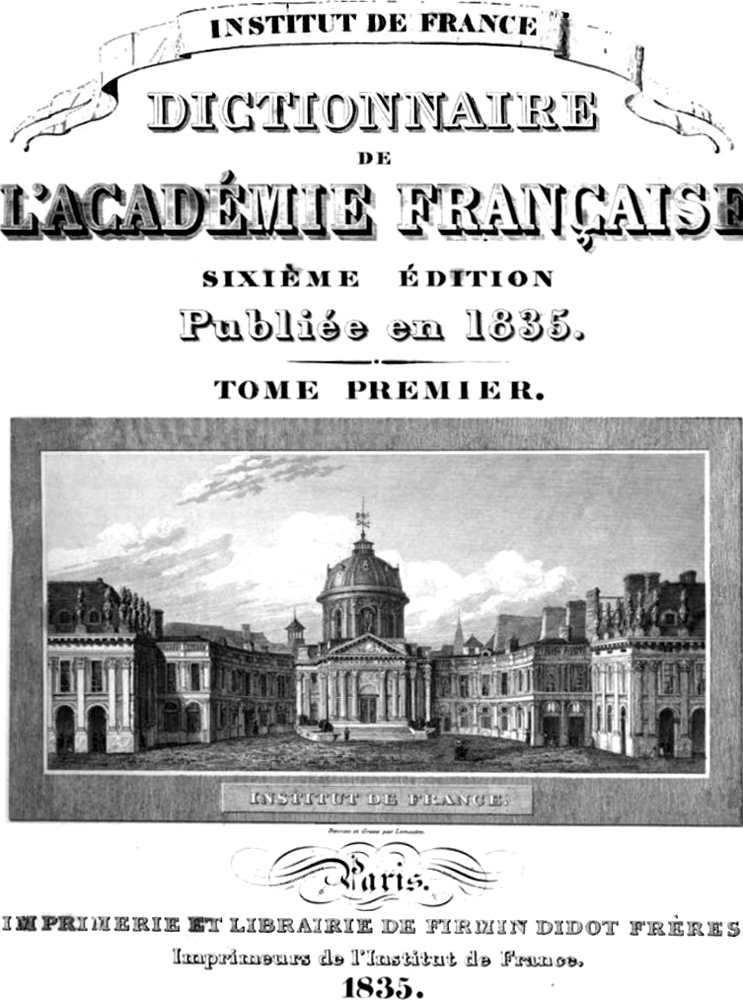
La 6e édition de 1835.

Sixième édition : Dictionnaire de l'Académie française, Paris, 1835. (BNF 35134563)
Numérisations : tome 1 (A-H) lire en ligne sur Gallica tome 2 (I-Z) lire en ligne sur Gallica.

### 7eédition: 1878
Septième édition : Dictionnaire de l'Académie française (7e édition), Paris, 1878. (BNF 33347092)
Numérisations : tome 1 (A-H) lire en ligne sur Gallica tome 2 (I-Z) lire en ligne sur Gallica.

### 8eédition: 1932-1935
Huitième édition : Dictionnaire de l'Académie française, Paris, 1932-1935. (BNF 37070709)
Numérisations : tome 1 (A-G) lire en ligne sur Gallica tome 2 (H-Z) lire en ligne sur Gallica.

### 9eédition: 1992-2024

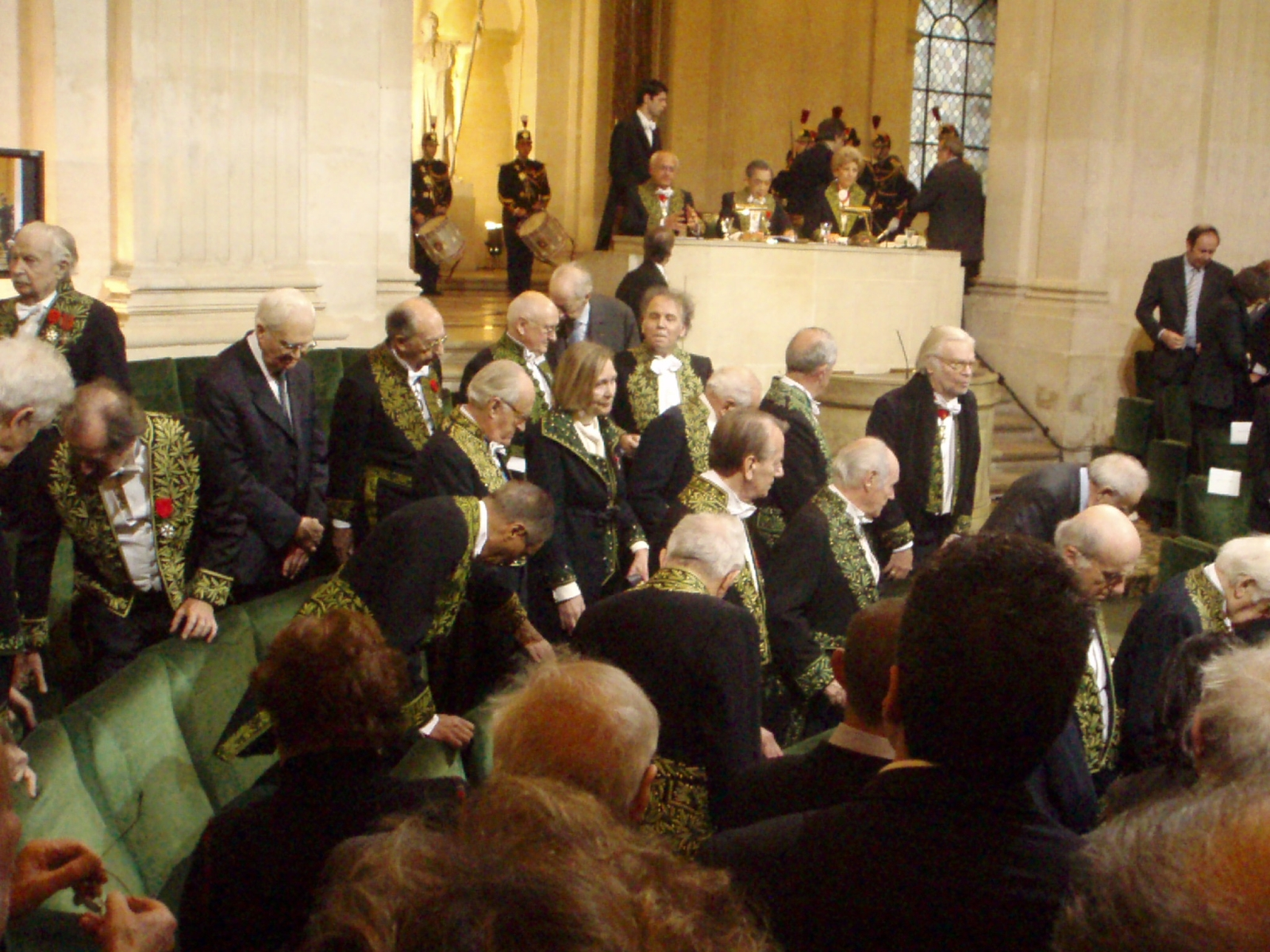
Les Académiciens en 2007.

L'élaboration de la neuvième édition du DAF commence sous la direction de Maurice Druon avec  la publication en 1986 d'un premier fascicule, puis du premier tome en 1992. Cette entreprise se poursuit sous la direction d'Hélène Carrère d'Encausse en 1999. Le travail prend fin sous la direction d'Amin Maalouf avec la publication du dernier tome du Dictionnaire en novembre 2024.
L'Académie précise sur son site internet que, dans la mesure où l'usage évolue rapidement et, en particulier, le vocabulaire des sciences et des techniques se développe comme jamais jusqu'alors, et étant donné que la publication du Dictionnaire de l'Académie française est étalée sur 26 ans, des termes qui sont peu employés au moment de la rédaction des tomes ont été ajoutés entretemps. Ces addenda sont également consultables sur le site de l'Académie et figurent en annexe dans le quatrième tome du Dictionnaire.
Neuvième édition : Dictionnaire de l'Académie française, Paris, 1992-2024. (BNF 34336852)
- Dictionnaire de l'Académie française (9e édition), t. 1 (de A à Enzyme), Imprimerie nationale/Fayard, 1992  (ISBN 978-2-11081-249-0) (OCLC 934840688) ; 2005, 21 cm  (ISBN 978-2-21362-142-5) (OCLC 58467736). Réédité en 2000.
- Dictionnaire de l'Académie française (9e édition), t. 2 (de Éocène à Mappemonde), Imprimerie nationale/Fayard, 2000  (ISBN 978-2-21362-143-2) (OCLC 492358825). Réimprimé en 2024.
- Dictionnaire de l'Académie française (9e édition), t. 3 (de Maquereau à Quotité), Imprimerie nationale/Fayard, 2011  (ISBN 978-2-21366-640-2) (OCLC 37353529).
- Dictionnaire de l'Académie française (9e édition), t. 4 (de R à Zzz), Imprimerie nationale/Fayard, 2024. Un addenda (249 mots complétant les 3 premiers tomes) est publié en même temps.

### Éditions supplémentaires pour les sciences, les arts et la technologie
- Thomas Corneille, Le Dictionnaire des Arts et des Sciences, Paris, 1694, 2 vol., lire en ligne sur Gallica.
- Thomas Corneille, nouvelle édition révisée par Bernard de Fontenelle, Le Dictionnaire des Arts et des Sciences, Paris, 1731, 2 vol., lire en ligne sur Gallica.
- F. Raymond, Supplément au Dictionnaire de l’Académie française, Paris, 1836, lire en ligne sur Gallica.
- Louis Barré, Complément du Dictionnaire de l’Académie française, Paris, 1842, lire en ligne sur Gallica.

#### Ouvrages généraux
- Francis Wey, Histoire des révolutions du langage en France, Paris, Firmin Didot frères, 1848, 560 p., in-8º (OCLC 458971723, lire en ligne sur Gallica), p. 521.
- (en + de + fr) Francine Maziere, chap. 115 « La langue et l'État : l'Académie française », dans History of the Language Sciences / Geschichte der Sprachwissenschaften / Histoire des sciences du langage, De Gruyter Mouton, 2000 (ISBN 9783110111033), p. 852-862
- Gabriel de Broglie, Hélène Carrère d'Encausse, Giovanni Dotoli et Mario Selvaggio (dir.), Le Dictionnaire de l'Académie française : langue, littérature, société, Paris, Hermann, coll. « Vertige de la langue », 2017, 427 p. (ISBN 978-2-7056-9381-7).
- Claude Brévot Dromzée, « La mise en scène du Dictionnaire de l’Académie dedié au Roy (1694) : ‘‘dire d’avance’’ par la Préface », Études françaises, vol. 32, no 1,‎ printemps 1996, p. 129–137 (ISSN 0014-2085, DOI 10.7202/036017ar, lire en ligne).
- Henriette Walter, « La norme linguistique dans le dictionnaire de l’académie française », La linguistique, vol. 52, no 1,‎ 2016, p. 55-68 (lire en ligne ).
- Bernard Quémada (dir.), Le Dictionnaire de l’Académie française et la lexicographie institutionnelle européenne : Actes du colloque international, 17, 18 et 19 novembre 1994, Paris, Honoré champion, coll. « Lexica » (no 2), 1998, Paris, champion, 534 (ISBN 2-85203-883-8, ISSN 1279-8207)
- Giovanni  Dotoli (préf. Alain Rey), La première édition du Dictionnaire de l'Académie française, Paris, Hermann, coll. « Vertige de la langue », 2017 (ISBN 978-2-7056-9366-4, lire en ligne).
- Le Dictionnaire de l'Académie française : un modèle qui traverse les siècles, Klincksieck, vol. 3, no 163, 2011 (ISBN 9782252038154)(ISSN 0071-190X) [texte intégral]

#### Thèses
- Caroline Salagnac, Le vocabulaire du Moyen Âge d'après le Dictionnaire de l'Académie française, parcours lexicographique et représentations sociales (lire en ligne).

#### Articles et chapitres d'ouvrage
- Caroline Salagnac, « Histoire du mot croisade dans le Dictionnaire de l'Académie française », Crusade: The Uses of a Word from the Middle Ages to the Present, Routledge,,‎ 2024,, p. 71-82 (ISBN 978-1-032-44235-8, lire en ligne).
- Samuel Souffi, « Le Dictionnaire de l'académie française : entre bon usage et culture », Éla. Études de linguistique appliquée, no 154,‎ 2009, p. 155-176 (DOI https://doi.org/10.3917/ela.154.0155).

#### Ressources radiophoniques
- Anne-Françoise Dumont, « Les dictionnaires français : des outils essentiels pour la langue et la culture : avec Jean Pruvost, professeur de langue française » [audio], sur Canal Académies, 8 février 2007 (consulté le 9 mars 2025).
- Anne-Françoise Dumont, « Une histoire des dictionnaires avec Jean Pruvost, lexicographe (1/6) : La première édition du Dictionnaire de l’Académie française » [audio], sur Canal Académies, 14 mars 2007 (consulté le 8 mars 2025).
- Anne-Françoise Dumont, « Une histoire des dictionnaires avec Jean Pruvost, lexicographe (2/6) : La deuxième et troisième édition du dictionnaire de l’Académie française » [audio], sur Canal Académies, 1er juillet 2007 (consulté le 8 mars 2025).
- Anne-Françoise Dumont, « Une histoire des dictionnaires avec Jean Pruvost, lexicographe (3/6) : Le dictionnaire de l’Académie, la dernière édition sous l’Ancien Régime » [audio], sur Canal Académies, 27 janvier 2008 (consulté le 8 mars 2025).
- Anne-Françoise Dumont, « Une histoire des dictionnaires avec Jean Pruvost, lexicographe (4/6) : Le dictionnaire de l’Académie française, deux éditions sous la Révolution » [audio], sur Canal Académies, 7 septembre 2008 (consulté le 8 mars 2025).
- Anne-Françoise Dumont, « Une histoire des dictionnaires avec Jean Pruvost, lexicographe (5/6) : Le dictionnaire de l’Académie française au XIXe siècle » [audio], sur Canal Académies, 14 septembre 2008 (consulté le 8 mars 2025).
- Anne-Françoise Dumont, « Une histoire des dictionnaires avec Jean Pruvost, lexicographe (6/6) : Les dernières éditions du dictionnaire de l’Académie française » [audio], sur Canal Académies, 21 septembre 2008 (consulté le 8 mars 2025).